# Otto Strobel (Musikwissenschaftler)

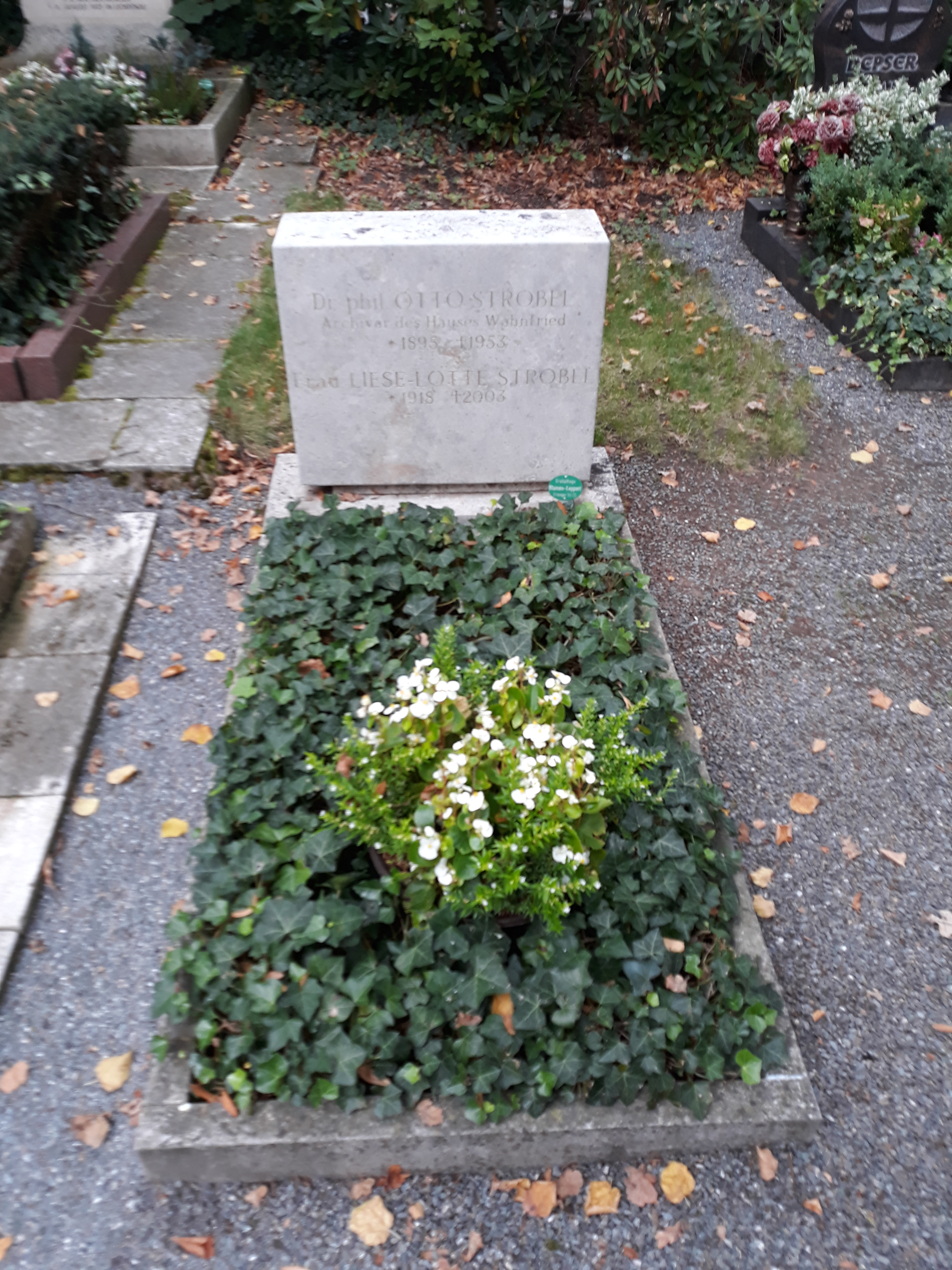
Das Grab von Otto Strobel und seiner Frau Ingeborg auf dem Stadtfriedhof Bayreuth

Otto Strobel (* 20. August 1895 in München; † 23. Februar 1953 in Bayreuth) war ein deutscher Archivar und Musikwissenschaftler.

## Leben und Werk
Otto Strobel studierte zunächst Architektur, dann Germanistik und Musikwissenschaft in München. 1924 wurde er mit einer literaturwissenschaftlichen Arbeit über Richard Wagner an der Universität Erlangen promoviert.
Otto Strobel wirkte seit 1927 als Musikschriftsteller. 1929 erhielt er für Quellenstudien erstmalig Zugang zum Privatarchiv der Familie Wagner. 1931 trat Strobel der NSDAP bei. Seit dem 1. Juni 1932 bis 1953 wirkte er als Archivar des Hauses Wahnfried. 1933 organisierte er die Wagner-Ausstellung „Genie am Werk“. Seit dem 1. November 1933 wirkte er auch an der Stadtbibliothek Bayreuth. 1938 wurde das Wagner-Archiv auf Erlass Adolf Hitlers um die Richard-Wagner-Forschungsstätte erweitert. Diese war unmittelbar der Reichskanzlei unterstellt. 1945 erhielt Strobel zunächst ein Berufsverbot. Nach einem Spruchkammerverfahren konnte er ab 1948 seine Arbeit fortsetzen.